# 伊丹駅 (JR西日本)
伊丹駅（いたみえき）は、兵庫県伊丹市伊丹一丁目にある、西日本旅客鉄道（JR西日本）福知山線の駅である。駅番号はJR-G52。
直営駅（宝塚駅の被管理駅）で、アーバンネットワークおよび「JR宝塚線」の愛称区間、ICOCAの利用可能エリアに含まれている（相互利用ICカードはICOCAの項を参照）。

## 歴史
- 1891年（明治24年）
  - 9月6日：川辺馬車鉄道の長洲駅（のちに廃止） - 塚口駅 - 伊丹駅間開業時に終点駅として設置[4]。旅客のみ[5]。
  - 11月15日：貨物の取り扱いを開始[5]。
- 1893年（明治26年）12月12日：摂津鉄道の駅として再開業[4]。伊丹駅 - 池田駅（現在の川西池田駅）の開業[4]により、中間駅となる。一般駅。
- 1897年（明治30年）2月16日：阪鶴鉄道が摂津鉄道を合併[4]。阪鶴鉄道の駅となる。
- 1907年（明治40年）8月1日：阪鶴鉄道が国有化され、官営鉄道の駅となる[4]。
- 1909年（明治42年）10月12日：線路名称制定[4]。阪鶴線所属駅となる[4]。
- 1912年（明治45年）3月1日：線路名称改定[4]。阪鶴線福知山駅以南が福知山線となり、当駅もその所属となる[4]。
- 1979年（昭和54年）7月1日：貨物の取り扱いを廃止[6]、北伊丹駅に移管。旅客駅となる。
- 1981年（昭和56年）4月1日：橋上駅舎化。
- 1986年（昭和61年）3月3日：荷物の取り扱いを廃止[6]。
- 1987年（昭和62年）4月1日：国鉄分割民営化により、西日本旅客鉄道の駅となる[4]。
- 1988年（昭和63年）3月13日：路線愛称の制定により、「JR宝塚線」の愛称を使用開始。
- 1992年（平成4年）11月1日：みどりの窓口営業開始。
- 1997年（平成9年）12月10日：自動改札機を設置し、供用開始[7]。
- 2003年（平成15年）11月1日：ICカード「ICOCA」の利用が可能となる[8]。
- 2005年（平成17年）
  - 日付不明：駅改装工事（JR西日本のNextStationPlanの一環）が行われる。
  - 4月25日：JR福知山線脱線事故の影響で列車の停車が無くなる[4]（みどりの窓口のみ営業）。
  - 6月19日：福知山線復旧、脱線事故後55日ぶりに営業を再開[4]。
- 2011年（平成23年）3月8日：JR宝塚・JR東西・学研都市線運行管理システム導入。接近メロディ導入。
- 2018年（平成30年）3月17日：当駅に駅ナンバリング「JR-G52」が導入され、使用を開始。
- 2023年（令和5年）
  - 5月21日：みどりの窓口の営業を終了[3][9]。
  - 5月22日：みどりの券売機プラスを導入[3][9]。

## 駅構造
10両編成対応の相対式2面2線のホームを持つ地上駅で、橋上駅舎を有している。分岐器や絶対信号機を持たないため、停留所に分類される。
ホームは島式2面4線への拡張が可能な構造となっている。これは将来、当駅から大阪国際空港まで支線を延ばす構想（詳細は後述）があるためで、外側の用地は現在駐輪場などに使用されている。

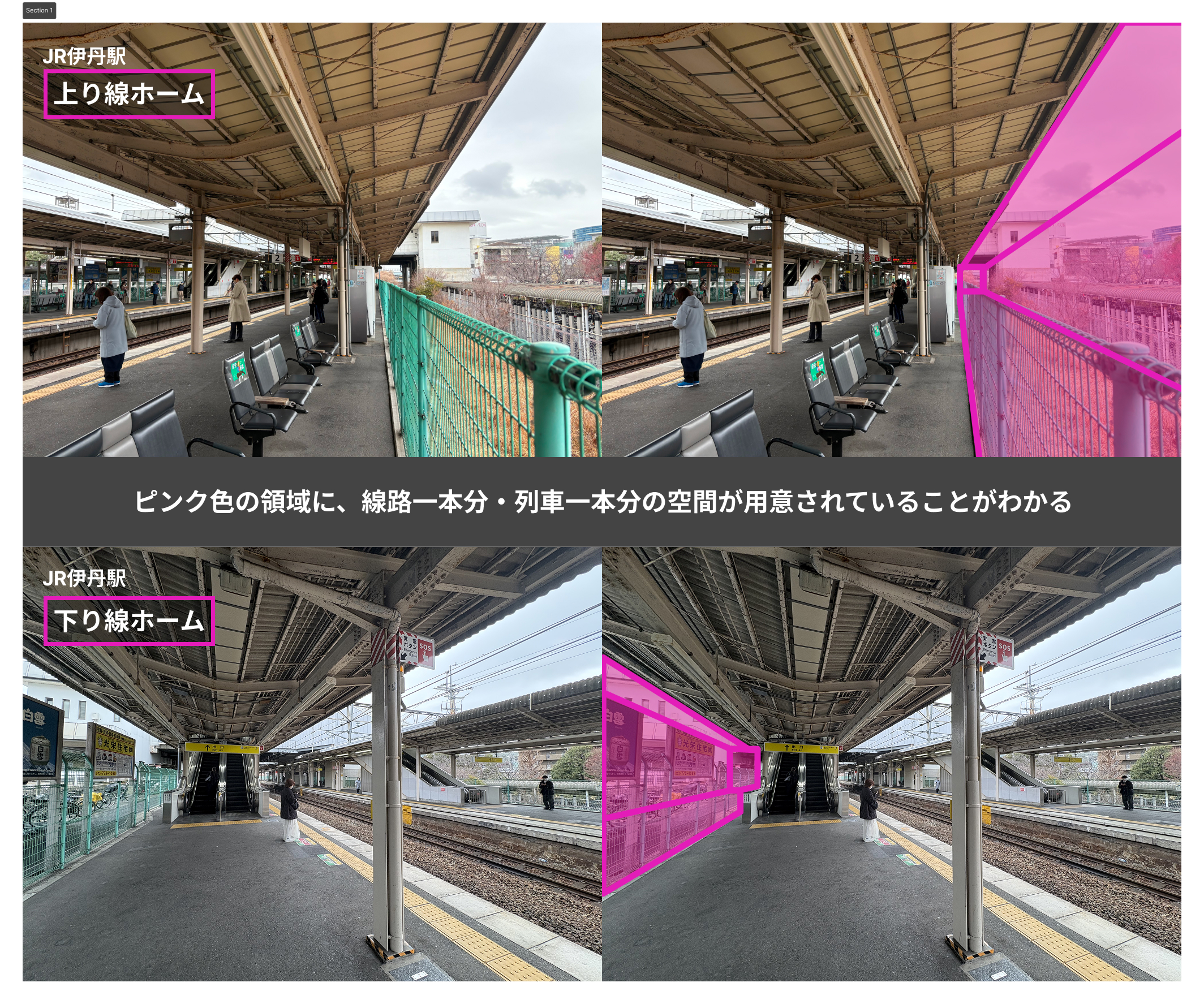
JR伊丹駅の線増が可能な空間を図示。上下線ともに、列車一本分が停車可能なスペースが設けられている。

各ホームの長さは10両編成分（220 m）だが、列車との段差解消のためのかさ上げは8両編成分のみ行われている（福知山線では9両編成以上の列車は通常運転されていない）。
改札口は橋上にある1か所のみ。みどりの窓口は2023年5月21日をもって営業を終了し、翌5月22日からはみどりの券売機プラスによる営業に移行した（通常のみどりの券売機もこれ以前から設置されている）。
改札横には、伊丹市による観光案内所の「伊丹市観光物産ギャラリー」と、キヨスクから転換された「セブン-イレブン キヨスク」が出店している。なお、駅西口にもハート・インから転換された「セブン-イレブン ハートイン」がある。

### のりば
| のりば | 路線     | 方向 | 行先                   |
| ------ | -------- | ---- | ---------------------- |
| 1      | JR宝塚線 | 下り | 宝塚・三田方面         |
| 2      | JR宝塚線 | 上り | 尼崎・大阪・北新地方面 |

- 上表の路線名は旅客案内上の名称（愛称）で表記している。

### 画像で見るJR伊丹駅

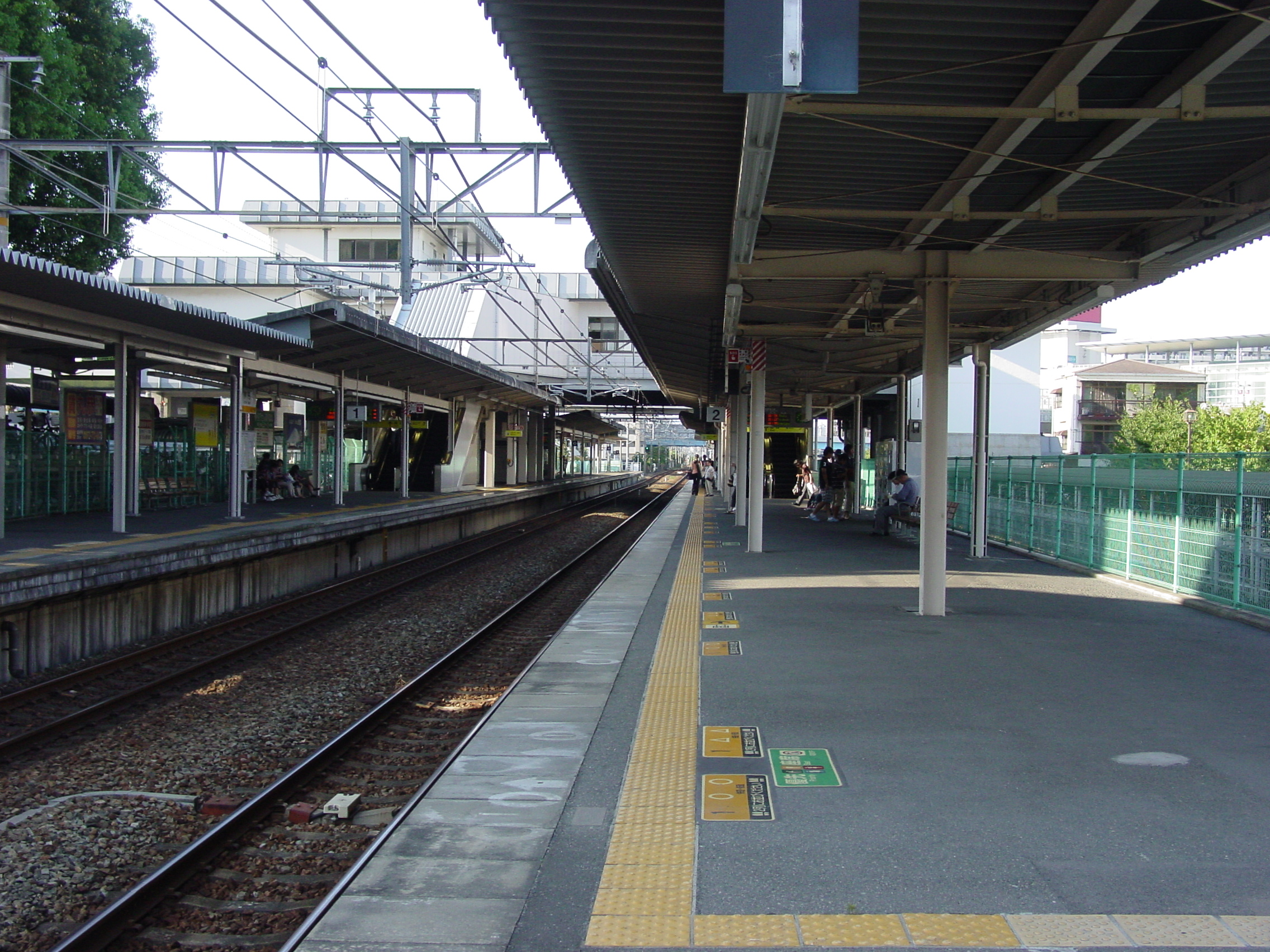
ホーム（2009年9月）
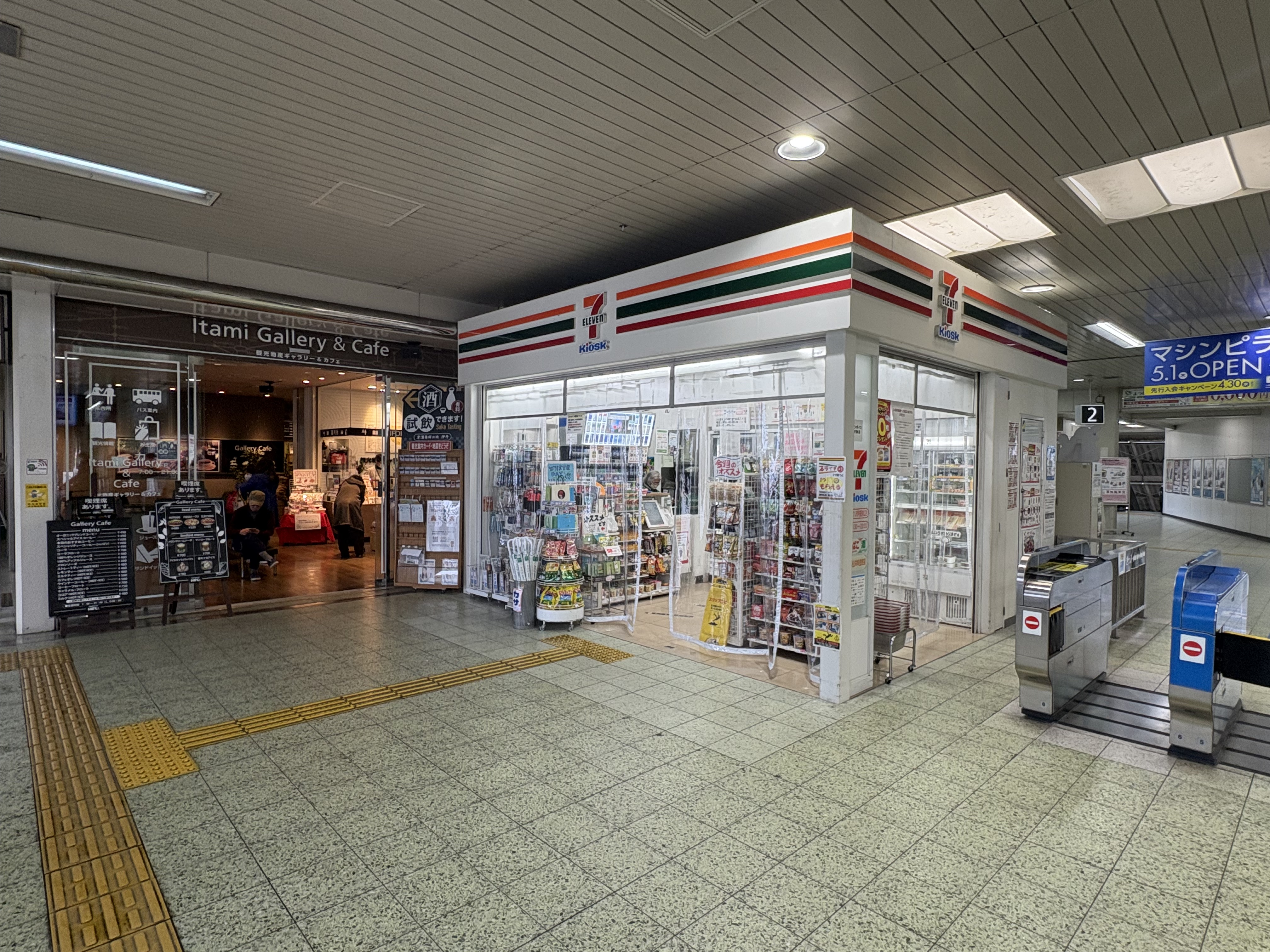
土産物店を併設した観光案内所と、コンビニ型のキオスク店舗(2025年)
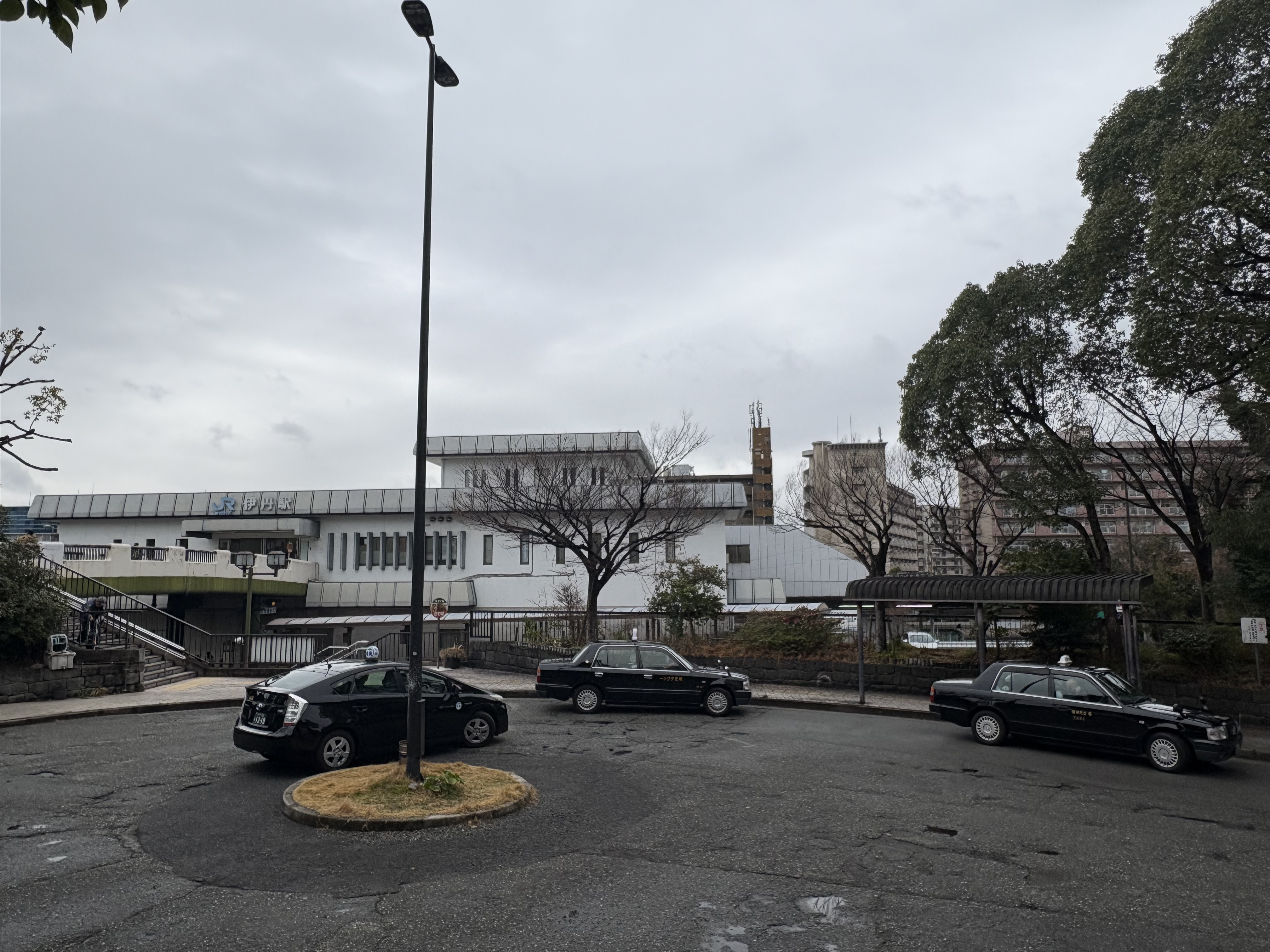
JR伊丹駅に併設されているロータリー。タクシー乗り場として運用されている。

## ダイヤ
特急列車はすべて通過するが、快速列車を含むその他の営業列車はすべて停車する。
日中時間帯は1時間に8本が停車する（区間快速と普通列車がそれぞれ4本）。朝ラッシュ時の大阪方面は本数が非常に多い。

## 利用状況
2023年（令和5年）度の1日平均乗車人員は22,926人で、JR西日本の駅の中では35番目に多く、福知山線の途中駅の中では最も多い（2位は宝塚駅）。
徒歩10分ほどの距離にある阪急伊丹線の伊丹駅と競合する関係にある。阪急伊丹駅と比較すると、当駅は大阪市内の広範囲にほぼ乗り換えなしでアクセスできる点が利点となっている。なお、福知山線（JR宝塚線）は電車特定区間の対象外のため周辺のJR線の駅よりも運賃計算が割高となっているが、幹線運賃でも15km以内は割安のため大阪駅・大阪梅田駅までの普通運賃は240円と阪急と同等である。
福知山線は元々単線・非電化という低規格の路線であり、列車の運行本数も少なく、大都市近郊の駅としては乗降客が少なかった（改札口も常時開放はされておらず、列車の到着時刻に合わせて改札を開始する列車別改札だった）。このため、少なくとも1970年代までは阪急伊丹駅との競合はそもそも成立しない状況が続いていた。
しかし、1981年の複線電化・1987年の国鉄分割民営化・1997年のJR東西線の開業と同線への直通運転開始を経て、列車の運行本数が急増し利便性が一気に向上。2000年代には当駅と直結するイオンモール伊丹（当時はダイヤモンドシティ・テラス）の開業や、当駅周辺での大規模な再開発が進展したことで大幅に乗降客が増加し、JR西日本各駅の乗車人員で上位50位以内に入る主要駅に成長した。
「兵庫県統計書」によると、近年の1日平均乗車人員は以下の通りである。 
| 年度   | 1日平均 乗車人員 |
| ------ | ---------------- |
| 1995年 | 12,061           |
| 1996年 | 12,011           |
| 1997年 | 14,014           |
| 1998年 | 15,385           |
| 1999年 | 15,530           |
| 2000年 | 16,139           |
| 2001年 | 16,820           |
| 2002年 | 18,849           |
| 2003年 | 20,851           |
| 2004年 | 21,670           |
| 2005年 | 19,784           |
| 2006年 | 22,282           |
| 2007年 | 23,026           |
| 2008年 | 23,589           |
| 2009年 | 23,102           |
| 2010年 | 23,288           |
| 2011年 | 23,361           |
| 2012年 | 23,693           |
| 2013年 | 24,190           |
| 2014年 | 23,916           |
| 2015年 | 24,255           |
| 2016年 | 24,285           |
| 2017年 | 24,879           |
| 2018年 | 24,937           |
| 2019年 | 25,047           |
| 2020年 | 20,234           |
| 2021年 | 20,683           |
| 2022年 | 22,136           |

## 駅周辺
西側は「有岡城」こと伊丹城跡、東側はイオンモール伊丹を中心に、住宅地・事業所・工場が雑然と入り混じっている。
大阪国際空港（伊丹空港）の西側、JR線内では最も空港に近い場所に位置し、駅前には空港に向かうバス路線も乗り入れている。
当駅から約1キロ西には、阪急伊丹線の終着駅である伊丹駅がある。

### 中央口

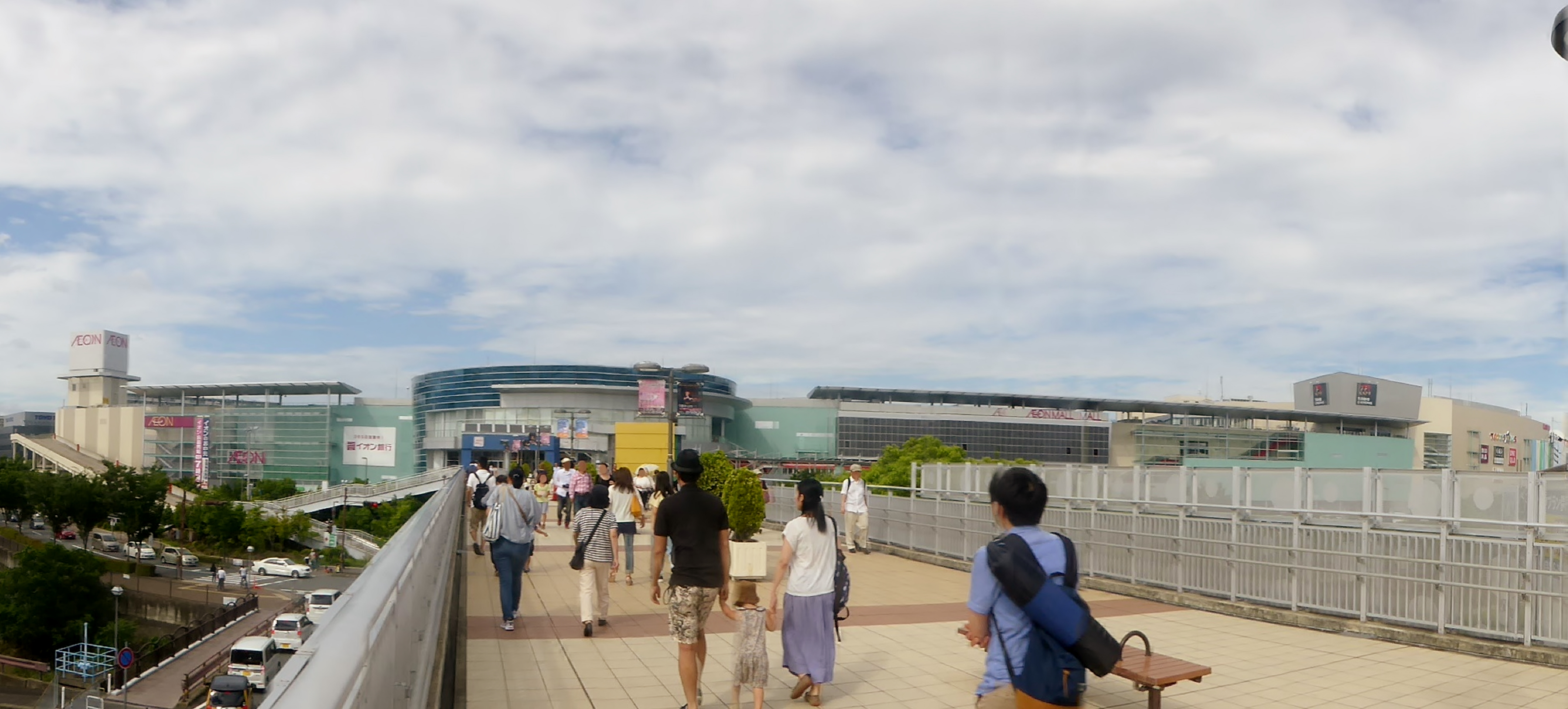
駅中央口からの連絡通路から撮ったイオンモール伊丹

中央口からはペデストリアンデッキが延びており、イオンモール伊丹に直結している。
- イオンモール伊丹（旧・ダイヤモンドシティ・テラス→イオンモール伊丹テラス）
  - イオンスタイル伊丹（旧・ジャスコ→イオン）
  - TOHOシネマズ伊丹（旧・伊丹TOHOプレックス）

イオンモール内のテナントについては「イオンモール伊丹」を参照のこと。
- ジャパン 1号店（本店）
- TOYO TIRE（旧・東洋ゴム工業） 本社、テクニカルセンター

イオンモール伊丹の敷地は同社の伊丹工場の跡地である。
- 兵庫県道・大阪府道99号伊丹豊中線

### 西口・北口
- 伊丹城（有岡城）跡

城跡周辺は駅前広場として整備されている。
- 荒村寺
- 伊丹市立演劇ホール（アイホール）
- みやのまえ文化の郷
  - 市立伊丹ミュージアム
  - 柿衞文庫

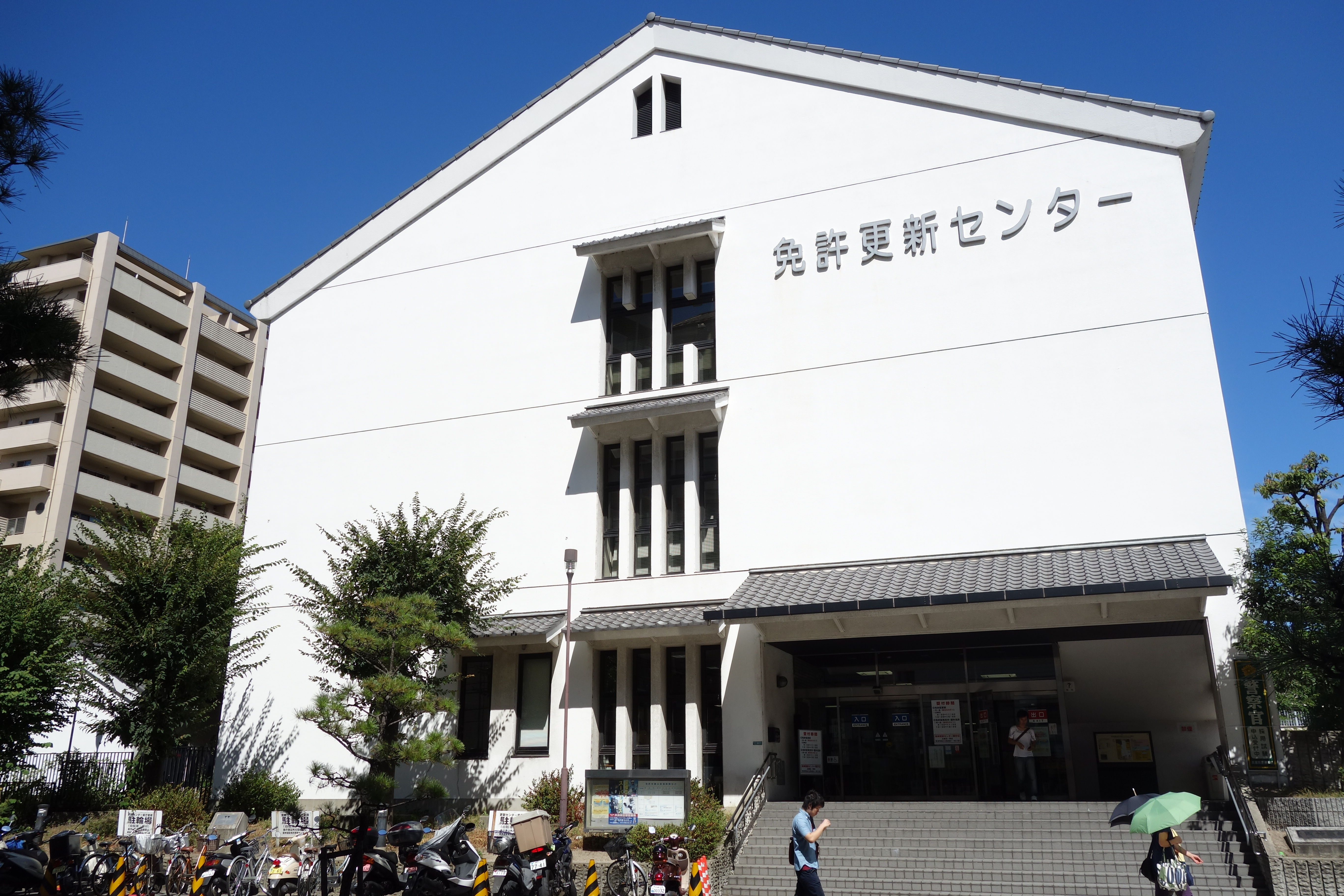
阪神運転免許更新センター

  - 旧岡田家住宅（重要文化財）・旧石橋家住宅
- 伊丹市立図書館（ことば蔵）
- 伊丹市立文化会館（いたみホール）
- アイフォニックホール
- アリオI・II[注釈 3]
  - 関西スーパー アリオ店
- 阪神運転免許更新センター
- 伊丹郵便局
- 三井住友銀行 伊丹支店・立花支店・塚口支店・園田支店  - ※2023年5月22日より、立花支店が、2024年12月16日より、塚口支店が、2025年8月18日より、園田支店が移転し共同店舗となった。
- 京都銀行
- 北おおさか信用金庫
- 播州信用金庫
- ゆうちょ銀行 大阪貯金事務センター
- 兵庫県道55号伊丹停車場線
- 兵庫県道13号尼崎池田線（産業道路）

### 東口
- JR伊丹駅東広場
- 兵庫障害者職業能力開発校
- 小西酒造（本社・工場）
- 神津大橋
- 猪名川

毎年8月には神津大橋周辺で「いたみ花火大会」が開催されており、当駅はその最寄り駅の一つとなっている。

## バス路線
伊丹市営バスと阪急バスが乗り入れている。
伊丹市営バスについては乗り入れる大半の路線が当駅前を起終点とし、阪急伊丹駅を経由して市内各地を結ぶ。西口の北側には、バスの折り返しや待機のための転回場が設置されている。
バス停は東西双方に設けられているが、西口側が「JR伊丹」、東口側（イオンモールと線路の間の道路沿い）が「イオンモール伊丹」と名称が異なる。阪急バスは「JR伊丹」停留所を経由しない路線が「イオンモール伊丹」停留所に発着している。
なお、伊丹市営バスのJR駅乗り入れは2000年11月からで、それまでは阪急バスのみ乗り入れていた。
| のりば | 停留所名                          | 運行事業者   | 系統・行先                                                                                                | 備考                                   |
| ------ | --------------------------------- | ------------ | --- | -------------------------------------- |
| 1      | JR伊丹                            | 伊丹市営バス | - 49系統：北野 - 50系統：三師団・交通局前 - 51系統：鶴田団地 - 52系統：JR中山寺 - 53系統：荻野南          |                                        |
| 2      | JR伊丹                            | 伊丹市営バス | - 2系統：荒牧バラ公園 - 13系統：山田 - 14系統：昆陽里 - 83系統：下河原                                    |                                        |
| 3      | JR伊丹                            | 伊丹市営バス | - 7系統：鴻池東                                                                                           |                                        |
| 3      | JR伊丹                            | 阪急バス     | 62系統：阪急川西能勢口                                                                                    |                                        |
| 4      | JR伊丹                            | 伊丹市営バス | - 3系統：荒牧バラ公園 - 5系統：JR中山寺 - 11系統：三師団・交通局前 - 17系統・18系統：西野武庫川センター前 |                                        |
| 5      | JR伊丹                            | 伊丹市営バス | - 21系統・22系統・23系統・31系統：阪急伊丹 - 25系統：大阪国際空港 - 37系統：塚口                          |                                        |
| 6      | JR伊丹                            | 伊丹市営バス | - 22系統・23系統：岩屋循環 - 31系統：山本団地                                                             |                                        |
| 6      | JR伊丹                            | 阪急バス     | 70系統：伊丹営業所前                                                                                      | 土日祝日のみ運行（1日1便）             |
| －     | イオンモール伊丹                  | 伊丹市営バス | 休止中 | [ 注釈 4 ]                             |
| －     | イオンモール伊丹 （JR伊丹駅東口） | 阪急バス     | - 81系統・82系統：阪急豊中駅 - 82系統：阪急伊丹・伊丹営業所前 - 95系統：緑地公園駅（西口）                | 「82系統」の伊丹営業所行は平日のみ運行 |

## 将来の構想
当駅から分岐する形で大阪国際空港まで乗り入れるJR福知山線分岐線構想や、兵庫県がLRTを同区間に設置する案、既に空港に乗り入れている大阪モノレール線を伊丹市内まで延長する案が提唱されたことがあるが、いずれも採算性で折り合いが付かないなどとして進展していない。
当駅や阪急伊丹駅と空港の移動手段としては、路線バスやタクシー（またはマイカー）が一般的となっている。

## 隣の駅
西日本旅客鉄道（JR西日本）
 JR宝塚線（福知山線）
■丹波路快速・■快速・■区間快速
尼崎駅 (JR-G49) - 伊丹駅 (JR-G52) - 川西池田駅 (JR-G54)
■普通
猪名寺駅 (JR-G51) - 伊丹駅(JR-G52) - 北伊丹駅 (JR-G53)